# Albert Makašov
Albert Michajlovič Makašov (rusky Альберт Михайлович Макашов; * 12. června 1938 ve městě Levaja Rossoš v oblasti Voroněž) je ruský voják a nacionálně-komunistický politik.

## Život
Studoval na vojenské škole v Taškentu a Frunze a nakonec Vojenské akademii generálního štábu Sovětské armády v 60. letech. V roce 1979 se stal generálmajorem Sovětské armády a sloužil na Kavkaze.
V roce 1989 byl zvolen do Nejvyššího Sovětu. Kandidoval v prezidentských volbách v roce 1991 jako "nezávislý nacionalista" a získal 3.74% hlasů.
Během konfliktu mezi prezidentem Borisem Jelcinem a parlamentem v roce 1993 stál na straně parlamentu. Dne 3. října vedl útok stoupenců ruského viceprezidenta Alexandra Ruckého na televizní studio v Ostankinu. Několik tisíc lidí proniklo do televizní budovy a vyřadilo z provozu první program ruské televize, přičemž jich desítky přišly o život. Cestu do budovy si totiž útočníci prorazili nákladními auty, stříleli přitom z ručních zbraní a házeli granáty. Vedl útok také na moskevskou radnici, kdy vzbouřenci obsadili její dolní patra. Následně byl zatčen. Po amnestii v roce 1994 byl zvolen v roce 1995 do Státní dumy za Komunistickou stranu Ruské federace.
Židovskými organizacemi a dalšími komentátory je dlouhodobě obviňován z antisemitismu.